# Южна Калифорния
Южна Калифорния (на английски: Southern California), понякога наричана Со Кал (So Cal), представлява южната част на американския щат Калифорния. В географски аспект, централната и южната част на Калифорния се разделят по планините Техачапи. В политически аспект, районът включва осем окръга (подредени по брой на населението): Лос Анджелис, Ориндж, Сан Диего, Сан Бернардино, Ривърсайд, Вентура, Санта Барбара и Импириъл. Някои смятат, че Сан Луис Обиспо и Кърн са част от района. Над две трети от населението на щата живее в Южна Калифорния.
Южна Калифорния включва големи градове като Лос Анджелис и Сан Диего и е център на въздушния транспорт и на превоза на стоки. Много туристи посещават района, който е и център на филмовата индустрия на САЩ (Холивуд).